# Pachysentis dollfusi
Espèce
Synonymes
- Prosthenorchis dollfusi Machado-Filho, 1950 - protonyme

Pachysentis dollfusi est une espèce d'acanthocéphales de la famille des Oligacanthorhynchidae. C'est un parasite digestif retrouvé chez un lémurien (Lemur fulvus) de la singerie du Muséum d'Histoire Naturelle de Paris.

## Étymologie
Son nom spécifique, dollfusi, lui a été donné en l'honneur de Robert-Philippe Dollfus (1887-1976), parasitologiste français.

## Publication originale
- (pt) Domingos Arthur Machado Filho, « Revisão do gênero Prosthenorchis Travassos, 1915 (Acanthocephala) », Memórias do Instituto Oswaldo Cruz, Rio de Janeiro, Institut Oswaldo-Cruz et Instituto Oswaldo Cruz, Ministério da Saúde (d), vol. 48,‎ 1er janvier 1950, p. 495-544 (ISSN 0074-0276 et 1678-8060, OCLC 1197361, PMID 24539413, DOI 10.1590/S0074-02761950000100020, lire en ligne).